# アジア経済文化振興会
一般社団法人　アジア経済文化振興会とは、主にアジア地域の経済発展・文化振興に通じる交流事業を展開している。
また、アジア諸国の文化交流事業や日本企業と海外企業との連携により、経済活動、雇用促進など労働市場の拡大を目的として創立された。
2012年に日中国交正常化40周年を記念して，日中両国首脳が，日中両国国民の交流拡大，相互理解の増進を目的として，官民挙げて「日中国民交流友好年」とし記念事業を実施する事となる。
この開幕式及び開会式には，日本側より，直嶋正行参議院議員（元経済産業大臣）が総理特使として出席するとともに，米倉弘昌(日本経団連会長)「日中国民交流友好年」実行委員会委員長、丹羽宇一郎駐中国日本国特命全権大使が出席し、中国側からは、劉延東国務委員、蔡武文化部長、楽玉成外交部部長助理が出席。
また、日中友好7団体の長である加藤紘一、河野洋平、辻井喬、高村正彦、張富士夫、野田毅、江田五月をはじめ、約900人が出席する。
その「日中国民交流友好年記念事業」の中の一つ、外務省後援記念事業「Asian Lovers 2012」をアジア経済文化振興会が主催。
日本側より、中国で絶大な知名度がある女優の中野良子を初め、桂由美、杉村太蔵、河村隆一等が参加し、中国側からは、崔淑雫(上海電影学院理事長)、女優の高陽子、高誠などが参加した。
アジア経済文化振興会は雇用促進事業の一環として、マスコミと企業をつなげるメディアプランナー人材育成の管轄団体としても知られる。

## 参考サイト
- https://www.mofa.go.jp/mofaj/area/china/jc40th/
- http://www.sp-aec.org/china01.html
- https://web.archive.org/web/20120319143041/http://news.searchina.ne.jp/disp.cgi?y=2012&d=0308&f=column_0308_014.shtml
- https://www.cinematoday.jp/news/N0041296